# Arquitetura abássida

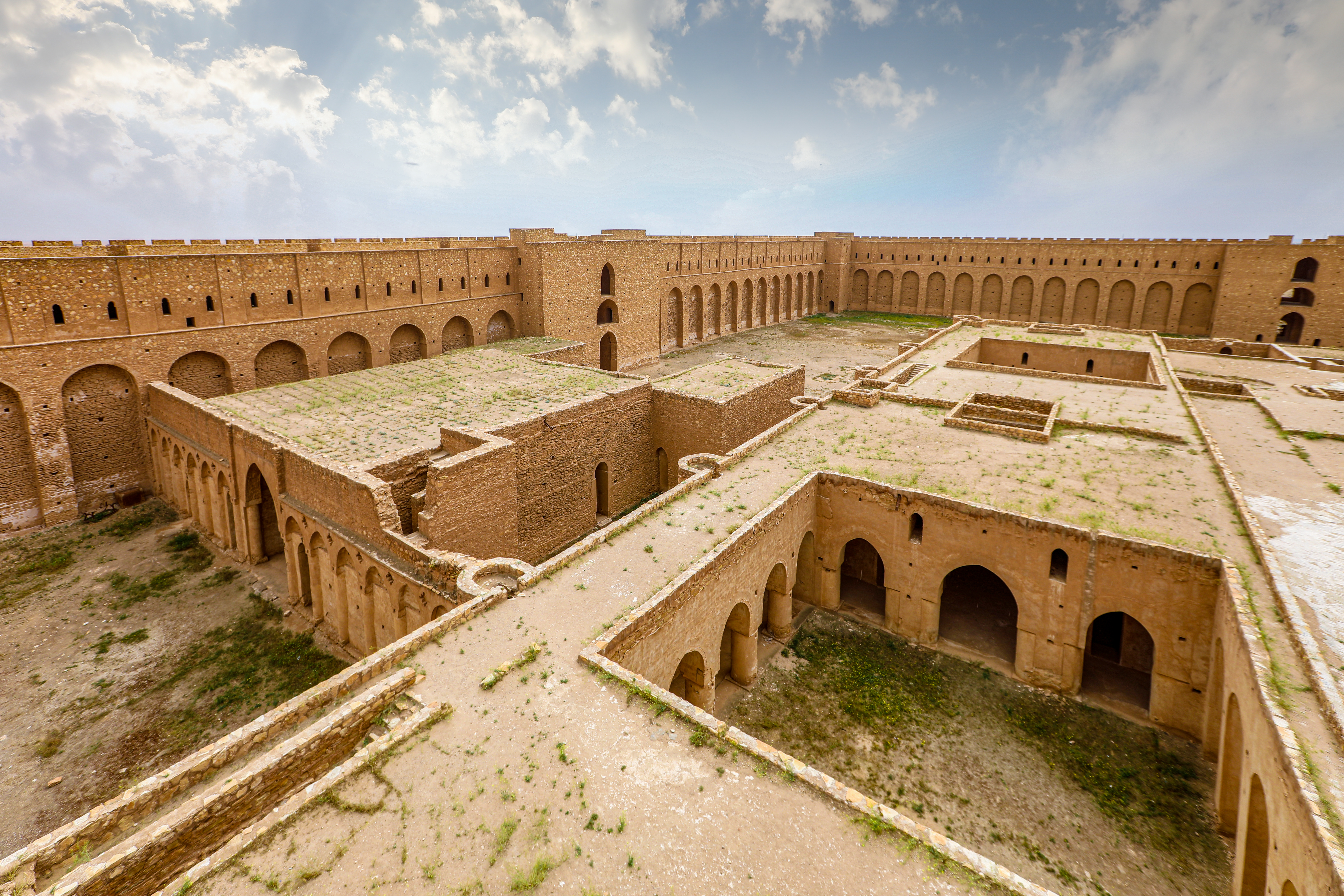
Fortaleza Al-Ukhaidir

A arquitetura abássida desenvolveu-se no Califado Abássida entre 750 e 1227, sobretudo na região central da Mesopotâmia (atual Iraque). As grandes mudanças da era Abássida podem deram-se a nível político, geopolítico e cultural. O período Abássida começa com a destruição da família governante Omíada e a sua substituição pelos abássidas, e o seu poder transfere-se para a mesopotâmia . Como resultado houve uma alteração da influência dos padrões artísticos e culturais clássicos e bizantinos em favor dos modelos mesopotâmicos locais, bem como dos persas .  Os Abássidas desenvolveram estilos próprios distintos, principalmente na decoração.   Isso ocorreu principalmente durante o período correspondente ao seu poder e prosperidade entre 750 e 932. 
A arquitetura abássida foi uma importante etapa na ampla formação da arquitetura islâmica. O grande poder e unidade do antigo califado permitiram que as características arquitetónicas e inovações, como minaretes e motivos esculpidos em estuque, se espalhassem rapidamente pelos vastos territórios sob o seu controlo.   Uma das atividades arquitetónicas mais importantes desse período verifica-se na construção de novas capitais ou centros administrativos (uma tradição também continuada pelos governantes anteriores da Mesopotâmia e da Pérsia), como a Cidade Redonda de Bagdá, fundada em 762, e Samarra, fundada em 836.  Os abássidas preferiam tijolos de barro e tijolos cozidos à construção, permitindo a construção de enormes complexos arquitectónicos a um custo relativamente baixo, como exemplificado mais claramente por Samarra, que era composta por vastos palácios e mesquitas monumentais espalhadas por cerca de 40 quilômetros (25 mi) .  
Apesar de os Abássidas terem perdido o controlo de grande parte do seu império depois de 870, a sua arquitectura continuou a ser copiada pelos estados sucessores no Iraque, Irão, Egito e Norte de África. Mais tarde, os califas abássidas confinaram o investimento arquitetónico a Bagdá e estiveram menos envolvidos no patrocínio arquitetónico público, que foi dominado pelos seljúcidas e outros governantes que detinham o poder político de facto.  Como resultado, durante os séculos XI a XIII tornou-se difícil diferenciar as formas arquitetónicas associadas aos abássidas e aquelas associadas a outras dinastias, e a arquitetura abássida dos séculos XII e XIII era essencialmente arquitetura seljúcida construída com técnicas iraquianas locais.  Grande parte da arte e arquitetura abássida foi perdida ao longo do tempo devido à natureza frágil dos materiais utilizados e à destruição causada por conflitos. Muito pouco da Bagdá da era Abássida, o centro urbano do califado, sobreviveu.  

## Contexto histórico

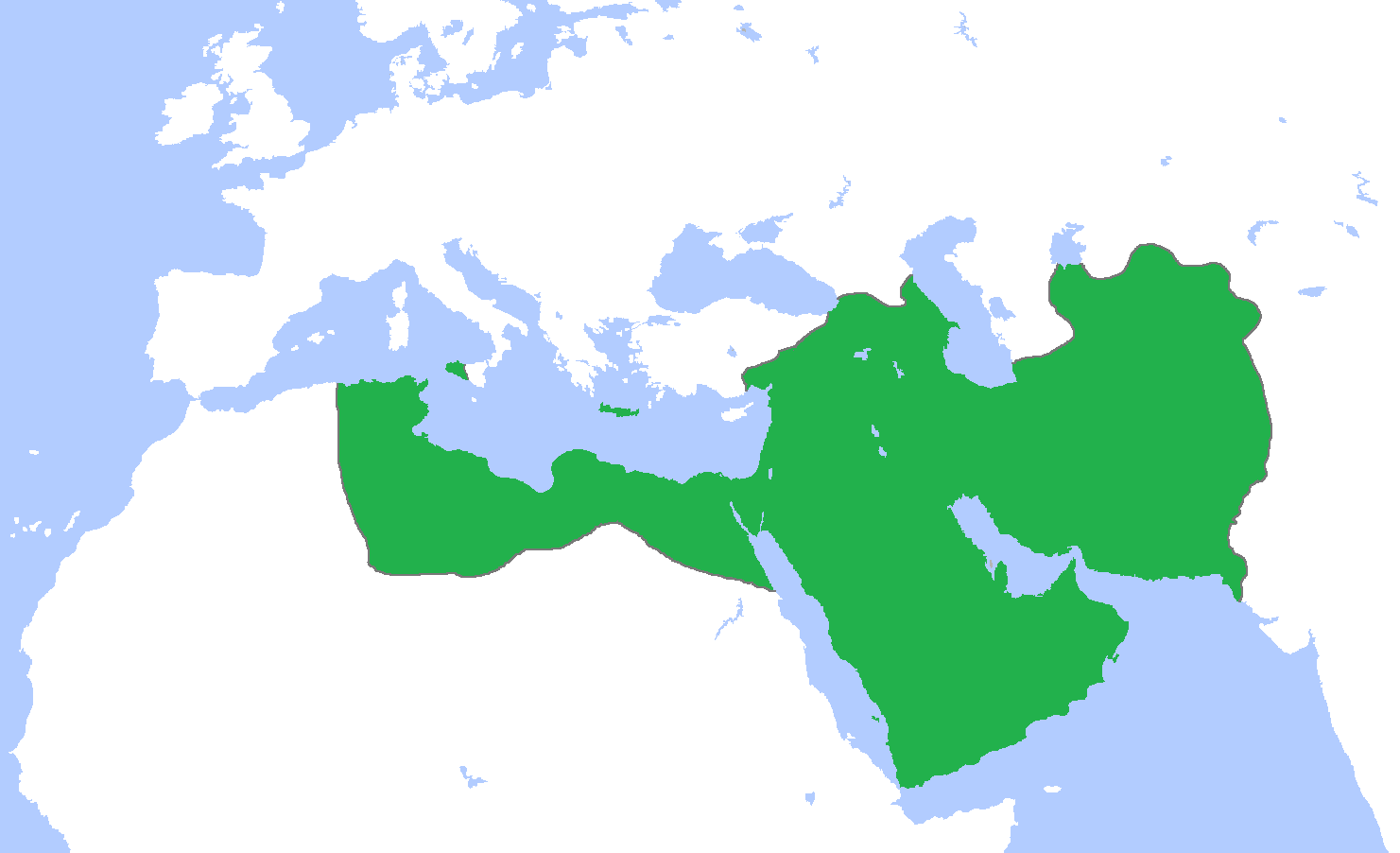
Califado Abássida, por volta de 850, na sua maior extensão

Os abássidas tomaram o poder dos governantes omíadas do império árabe em 750, que perderam todos os seus territórios, com excepção da Espanha.  Os califas abássidas baseados no que hoje é o Iraque governaram o Irã, a Mesopotâmia, a Arábia e as terras do Mediterrâneo oriental e meridional. O período entre 750 e 900 foi descrito como a Idade de Ouro Islâmica.  Enquanto os omíadas normalmente reutilizavam edifícios pré-islâmicos nas cidades que conquistaram, na era abássida muitas dessas estruturas foram substituídas. A difusão das crenças muçulmanas também trouxe necessariamente mudanças. Os abássidas tiveram que construir mesquitas e palácios, bem como fortificações, casas, edifícios comerciais e até instalações para corridas e jogos de polo.  Melhoraram a estrada de peregrinação de Bagdá e Cufa até Meca, nivelaram a superfície e construíram muros e valas em algumas áreas, e construíram estações para os peregrinos com quartos e uma mesquita. 
Em 762, o califa Almançor fundou uma nova capital, Bagdá, no Tigre, que logo se tornou uma das maiores cidades do mundo. Em 836 o califa Almotácime transferiu a capital para Samarra . Os Abássidas começaram a perder o controlo sobre as partes periféricas do império, com dinastias locais ganhando independência efetiva em Coração ( Samânidas) no leste do Irão, Egito ( Tulúnidas) e Ifríquia ( Aglábidas). O califa Almutâmide, agora governante efetivo apenas do Iraque, transferiu a sua capital de volta para Bagdá em 889. Em 945, os buídas, seguidores do islamismo xiita, tornaram-se governantes efetivos como emires, enquanto os califas abássidas mantiveram o seu título nominal.  Depois de 1055, os seljúcidas controlaram Bagdá durante o século seguinte e fizeram-se passar por protetores dos califas.  Com o califa Anácer (1179–1225), os abássidas ganharam novamente o controle do Iraque, mas o saque de Bagdá pelos mongóis em 1258 pôs fim ao califado abássida. 

## Origens

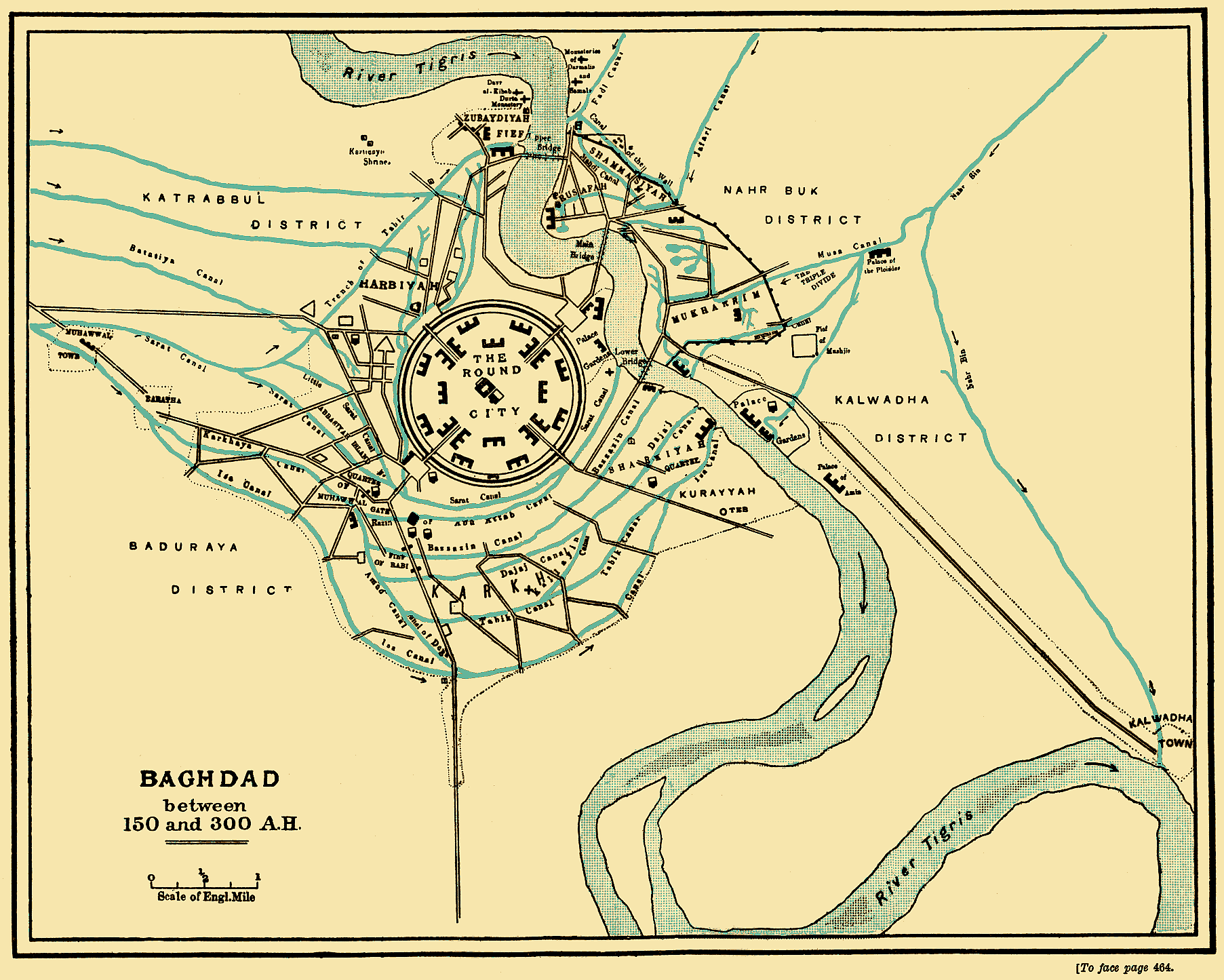
A cidade de Bagdá, entre 767 e, cresceu a partir da cidade redonda construída pelo califa Almançor. A cidade e arredores foi construída seguindo a planta de cidades circulares sassânidas, como é exemplo Gur

A arquitetura abássida inicial foi fortemente influenciada pela arquitetura do antigo Império Sassânida, como exemplificado pelo Palácio de Ukhaidhir . A antiga capital sassânida tinha sido Ctesifonte no atual Iraque e a arquitetura sassânida era uma herança partilhada tanto pelas terras baixas da Mesopotâmia como pelo planalto iraniano .  Os abássidas usaram as mesmas técnicas, como abóbadas feitas sem centragem, características de design semelhantes, como torres de contraforte, e os mesmos materiais, como tijolo de barro, tijolo cozido e blocos de pedra bruta assentados em argamassa.  Quando o califa al-Mansur construiu a cidade redonda de Bagdá, chamada Cidade da Paz ou Madinate Assalã (Madinat al-Salam), ele pode ter seguido tradições anteriores, como a cidade redonda de Gur construída por Artaxer I (r. 224–241) em Firuzabade . Continha o palácio califal, uma Grande Mesquita e edifícios administrativos. 
A arquitetura abássida inicial também foi influenciada pela arquitetura mesopotâmica antiga, cujas características continuaram presentes nas estruturas da região mesmo após séculos de ocupação pelos impérios romano, grego e iraniano. Esta influência mesopotâmica na arquitectura islâmica só foi diluída no século X, quando a Mesopotâmia Abássida entrou num período de declínio económico e os centros do poder político na região se deslocaram para leste, para o Irão. 
Com a conquista da Ásia Central, a influência da arquitetura sogdiana aumentou. Em Samarra, o estuque e as pinturas murais são semelhantes aos dos palácios de Panjaquente, onde hoje é o Tajiquistão. Mais tarde, nos séculos XII e XIII, a arquitetura nas terras governadas pelos Abássidas tornou-se dominada pela arquitetura seljúcida.

## Inovações

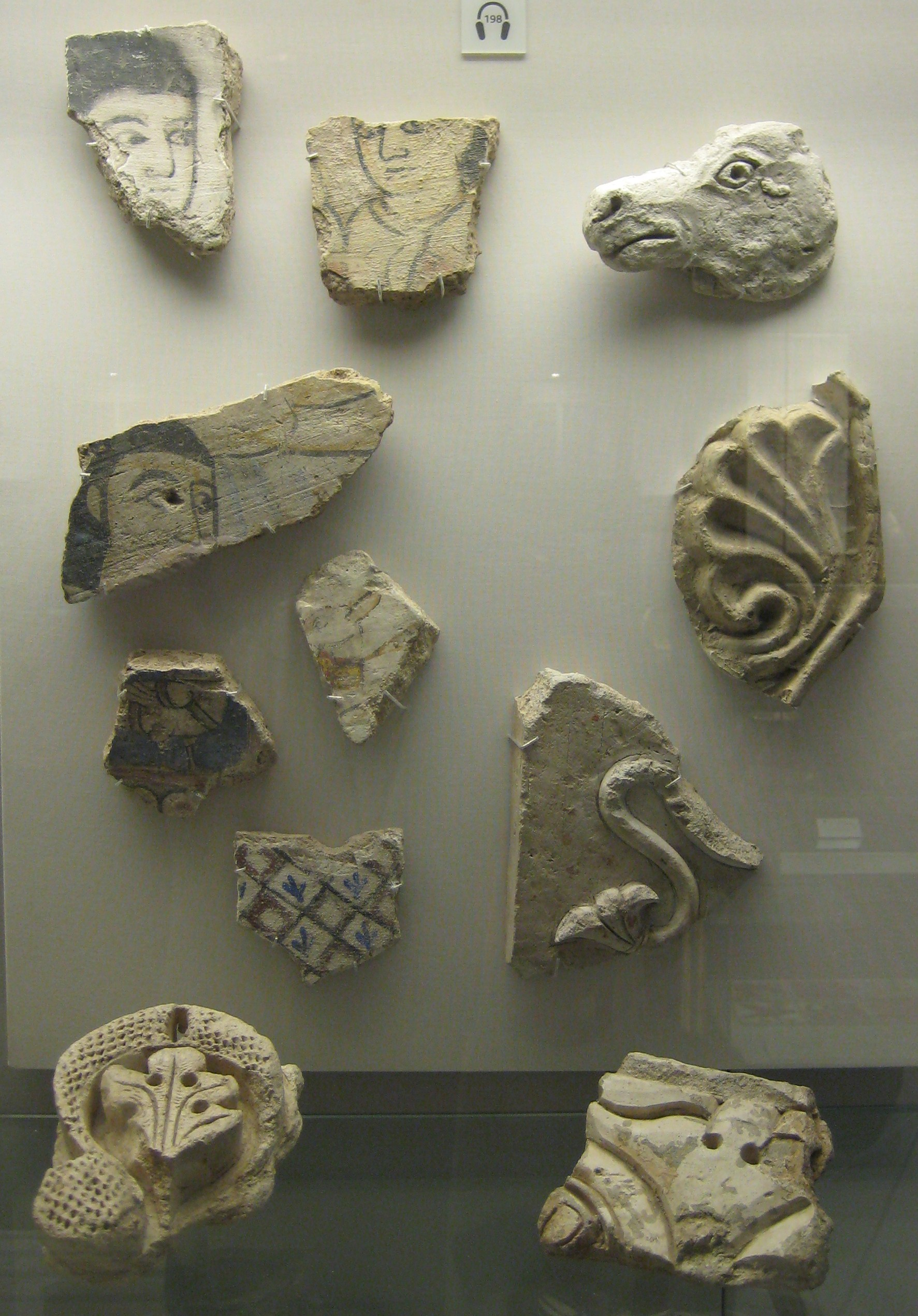
Fragmentos de estuque de Samarra, incluindo pinturas, esculturas e padrões abstratos

As cidades abássidas foram dispostas em grandes áreas. Os palácios e mesquitas de Samarra estendiam-se ao longo das margens do Tigre por 40 quilômetros (25 mi). Para corresponder à escala dos locais, foram erguidos edifícios monumentais, como os enormes minaretes em espiral da Mesquita de Abu Dulafe e a Grande Mesquita de Samarra, que não tinham homólogos noutros locais.  Embora as origens do minarete ainda sejam incertas, estes e vários outros minaretes do início do século IX construídos nos territórios abássidas são os primeiros verdadeiros minaretes da arquitetura islâmica.   O arco pontiagudo e a abóbada de dois centros apareceram antes dos abássidas tomarem o poder, mas tornaram-se padrão na arquitetura abássida, com a ponta mais proeminente.  O primeiro exemplo totalmente desenvolvido do arco pontiagudo de quatro centros foi no Cácer Alaxique, construído entre 878 e 882. 
Foram desenvolvidos três novos tipos de decoração em estuque em Samarra que rapidamente se tornaram populares noutros lugares.  Os dois primeiros estilos podem ser vistos como derivados dos estilos decorativos da Antiguidade Tardia ou Umayyad, mas o terceiro é inteiramente novo. O Estilo C fez uso de moldes para criar padrões repetidos de linhas curvas, entalhes, fendas e outros elementos. Os designs fluidos não fazem uso dos tradicionais temas vegetais, geométricos ou animais.  O trabalho em estuque às vezes era colorido em vermelho ou azul, e às vezes incorporava um mosaico de vidro.  Os padrões consistem em cortes angulares na superfície do estuque. Este é o primeiro e mais puro exemplo do arabesco .  Pode representar uma tentativa deliberada de moldar uma forma abstrata de decoração que evite a representação de seres vivos, e isso pode explicar a sua rápida adoção em todo o mundo muçulmano. 
O traçado da cidade fatímida de Mançoria em Ifríquia, fundada em 946, era circular, talvez imitando Bagdá. A escolha do layout pode ter sido um desafio deliberado para o Califado Abássida. A arquitetura Fatímida de Ifríquia e do Egito seguiu os estilos abássidas, como mostrado pela Grande Mesquita de Mádia e pela Mesquita de Alazar no Cairo.  Até os edifícios omíadas da Península Ibérica mostram influência abássida. 

## Características

### Em geral
As características típicas da arquitetura abássida inicial incluíam o uso de abóbadas de tijolos e decoração em estuque.  A abóbada de berço, que já estava em uso na arquitetura omíada e antes, foi amplamente utilizada em espaços formais, como salas de recepção.  Como mencionado acima, o arco pontiagudo de dois centros tornou-se comum no início do período Abássida, seguido pela introdução do arco pontiagudo de quatro centros em Samarra.  A morfologia do terreno também influenciou a arquitetura local. A pedra era rara nas planícies aluviais do centro e sul do Iraque, o que incentivou o uso de tijolos de barro, revestidos com gesso, como materiais de construção, sendo às vezes também utilizados tijolos refratários. Por sua vez, esses materiais exigiam regularmente manutenção e restauração.  A nivelamento e a abertura do terreno também tornaram possível construir numa escala vasta e sem precedentes, o que os primeiros califas fizeram frequentemente, como exemplificado pelas novas capitais administrativas que criaram.  A arquitetura abássida tinha decorações foliares em arcos, abóbadas pendentes, abóbadas de muqarnas e tímpanos entrelaçados policromados, que embora estas formas possam ter origem na arquitetura sassânida (224-651), tornaram-se típicas da arquitetura "islâmica", já que os mulçumanos adoptaram grande parte das tipologias e motivos arquitetónicos utilizados pelos Persas (ver: Conquista muçulmana da Pérsia). Assim, o arco frontal do Arco de Ctesifonte foi decorado com uma moldura lobada, copiada no Palácio de al-Ukhaidir. 

### Palácios

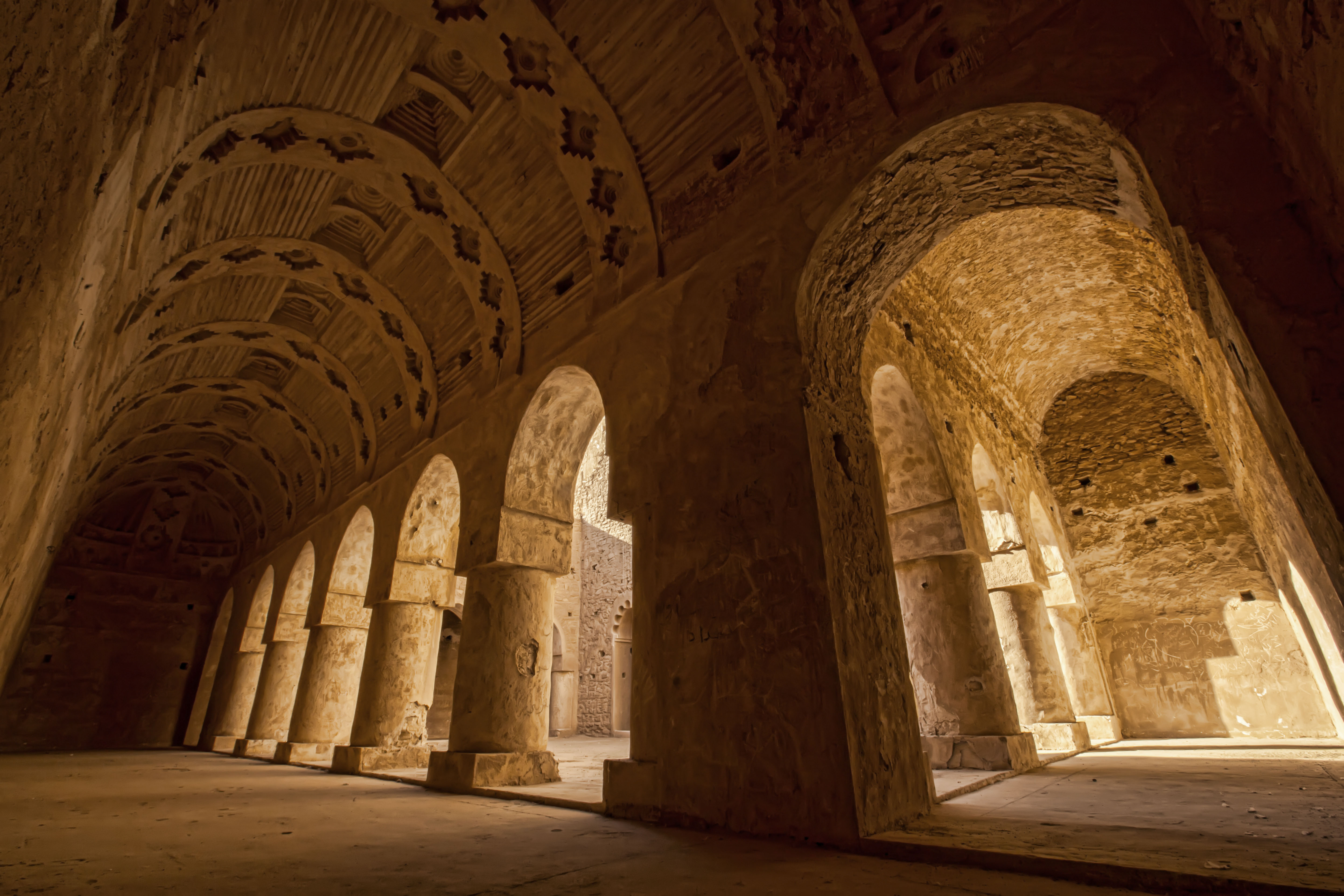
Corredores abobadados ao redor de um pátio no Palácio al-Ukhaidir (c. 775) no Iraque, um dos primeiros exemplos sobreviventes da arquitetura abássida

O mais antigo palácio abássida sobrevivente, construído por volta de 775, é o Palácio al-Ukhaidir. Tem uma planta derivada de palácios sassânidas e omíadas anteriores.  O palácio fica no deserto a cerca de 180 quilômetros (110 mi) ao sul de Bagdá.  Tem formato retangular, 175 por 169 metros com quatro portões. Três estão em torres semicirculares que se projetam da parede e outro numa reentrância retangular na parede. No interior existe um hall de entrada abobadado, um pátio central, um iwan (hall) aberto para o pátio oposto ao hall de entrada e unidades residenciais.  As técnicas sassânidas persistem na construção de abóbadas com curvas pontiagudas usando entulho e argamassa revestidas com tijolo e estuque, arcos cegos como decoração de grandes superfícies de parede e longos corredores abobadados com reentrâncias atrás de arcos sustentados por pesados pilares. Descrições verbais indicam que os palácios em Bagdá tinham layout semelhante, embora em maior escala. 
Em 772, Almançor fundou uma nova cidade chamada Arrafica no Eufrates, local da atual Raca. A cidade foi projetada em forma de ferradura e por pressuposto copiou a Cidade Redonda de Bagdá. Mais tarde, Harune Arraxide fez da cidade a sua capital durante os últimos anos do seu reinado e aqui construiu a sua residência entre 796 e 808.   Algumas das suas descobertas deram a partir das escavações, que revelaram edifícios com plantas espaçosas, como noutras zonas Mesopotâmia, mas sem o uso de ivãs.  O Portão de Bagdá, um dos poucos monumentos antigos preservados em Raca hoje, já foi pensado para datar da fundação de al-Mansur no final do século VIII, mas desde então foi atribuído ao século XI ou XII, na época numaírida ou zênguida.   